# English Electric Lightning
English Electric Lightning (później BAC Lightning) – brytyjski odrzutowy ponaddźwiękowy samolot myśliwski z lat 60., produkowany w zakładach English Electric (od 1960 British Aircraft Corporation) i zbudowany w liczbie 339 sztuk. Był to pierwszy myśliwiec brytyjski osiągający dwukrotną prędkość dźwięku (2 macha).

## Historia powstania
Prace nad pierwowzorem Lightninga – eksperymentalnym samolotem P.1, rozpoczęto w nowo utworzonym biurze konstrukcyjnym zakładów English Electric (EE) już w 1947 roku, w odpowiedzi na złożone w tym roku zapotrzebowanie eksperymentalne nr 103 (ER.103) brytyjskiego Ministerstwa Zaopatrzenia (Ministry of Supply), na ponaddźwiękowy samolot doświadczalny. W 1949 roku powstał projekt samolotu. Drugim konkurentem był doświadczalny rekordowy Fairey FD.2, jednak w odróżnieniu od niego zespół English Electric przewidywał od razu możliwość rozwoju swojego samolotu jako myśliwca. Dzięki temu, spełniał on większość ogłoszonych latem 1949 wymagań ministerstwa nr F.23/49 na ponaddźwiękowy samolot myśliwski. Prace rozpoczęto pod kierunkiem głównego konstruktora W.E.W. Pettera, lecz projekt wkrótce przejął jego następca Frederick Page. 1 kwietnia 1950 zakłady otrzymały zamówienie na budowę dwóch prototypów oraz płatowca do prób statycznych. W projektowaniu wykorzystano wyniki prób skrzydeł o różnych kątach skosu oraz różnych konfiguracji sterów wysokości, prowadzonych na samolocie doświadczalnym Short SB.5, zamówionym na potrzeby badań przez Royal Aircraft Establishment (Królewski Instytut Statków Powietrznych) i oblatanym 2 grudnia 1952. Próby te wykazały słuszność koncepcji EE, żeby umieścić stery wysokości nisko, zamiast na szczycie usterzenia, co forsowało RAE.
Pierwszy doświadczalny samolot English Electric o oznaczeniu P.1A (nr WG 760) został oblatany w bazie Boscombe Down 4 sierpnia 1954 (pilot Roland Beamont). Charakteryzował się nieortodoksyjnym układem dwóch silników odrzutowych umieszczonych w kadłubie jeden nad drugim, z dyszami obu silników na końcu kadłuba. Drugą nietypową cechą były skrzydła o dużym skosie 60°, z końcówkami ściętymi prostopadle do kadłuba, na których znajdowały się lotki (przypominały one skrzydło delta, lecz z wyciętym trójkątem w tylnej części przykadłubowej). Charakterystyczną sylwetkę tworzyły ponadto nisko umieszczone w dolnej części kadłuba stery wysokości o kształcie powtarzającym kształt skrzydeł. Cechy te przetrwały w późniejszym Lightningu. Samolot P.1A miał centralny nieregulowany owalny wlot powietrza w nosie kadłuba. Napęd stanowiły silniki Armstrong Siddeley Sapphire Sa.5 o ciągu 35,6 kN (3639 kg). 11 sierpnia 1954, w trzecim locie, przekroczył on prędkość dźwięku w locie poziomym, jako pierwszy samolot brytyjski. Drugi prototyp (WG 763), oblatany 18 lipca 1955, otrzymał wersję silników z dopalaczem, o ciągu 44.54 kN (4540 kg) i uzbrojenie w działka.
Na bazie samolotu doświadczalnego P.1A opracowano prototyp myśliwca P.1B, oblatany 4 kwietnia 1957 (pilot R. Beamont). Zmieniono w nim nos kadłuba, stosując naddźwiękowy wlot powietrza z ruchomym centralnym stożkiem, dostosowującym podczas lotu geometrię wlotu silnika do liczby Macha, i mieszczącym w samolotach seryjnych stację radiolokacyjną. Napęd stanowiły 2 mocniejsze silniki Rolls-Royce Avon 24R z dopalaczami o ciągu 64,2 kN (6545 kg). Kabinę pilota umieszczono wyżej, dla lepszej widoczności, a za nią na kadłubie pojawił się wąski garb, ciągnący się do usterzenia i mieszczący część urządzeń. Oprócz trzech prototypów P.1B (XA 847, 853, 856), zbudowano w latach 1958-1959 partię 20 samolotów przedseryjnych (po raz pierwszy w brytyjskiej praktyce), z których  pierwszy oblatano 3 kwietnia 1958. Na samolotach P.1B prowadzono próby w locie i badano różne systemy, w tym uzbrojenie, oraz mały podkadłubowy konforemny (przylegający do kadłuba) dodatkowy zbiornik paliwa o pojemności 1136 l (250 galonów). W toku prób powiększono o 30% powierzchnię trójkątnego statecznika pionowego ze sterem kierunku. Jako jedyny z nowo projektowanych brytyjskich myśliwców, z uwagi na stopień zaawansowania, program P.1B uniknął likwidacji podczas cięć budżetowych związanych z przejściem na technikę rakietową w 1957 (tzw. Biała Księga Obrony), chociaż zmniejszono skalę zamówień. 23 października 1958 samolot otrzymał wojskową nazwę Lightning (ang. błyskawica; rozważano też m.in. nazwę Excalibur). 25 listopada 1958 prototyp P.1B jako pierwszy brytyjski samolot przekroczył dwukrotną prędkość dźwięku.

## Produkcja seryjna

### Wczesne wersje myśliwskie

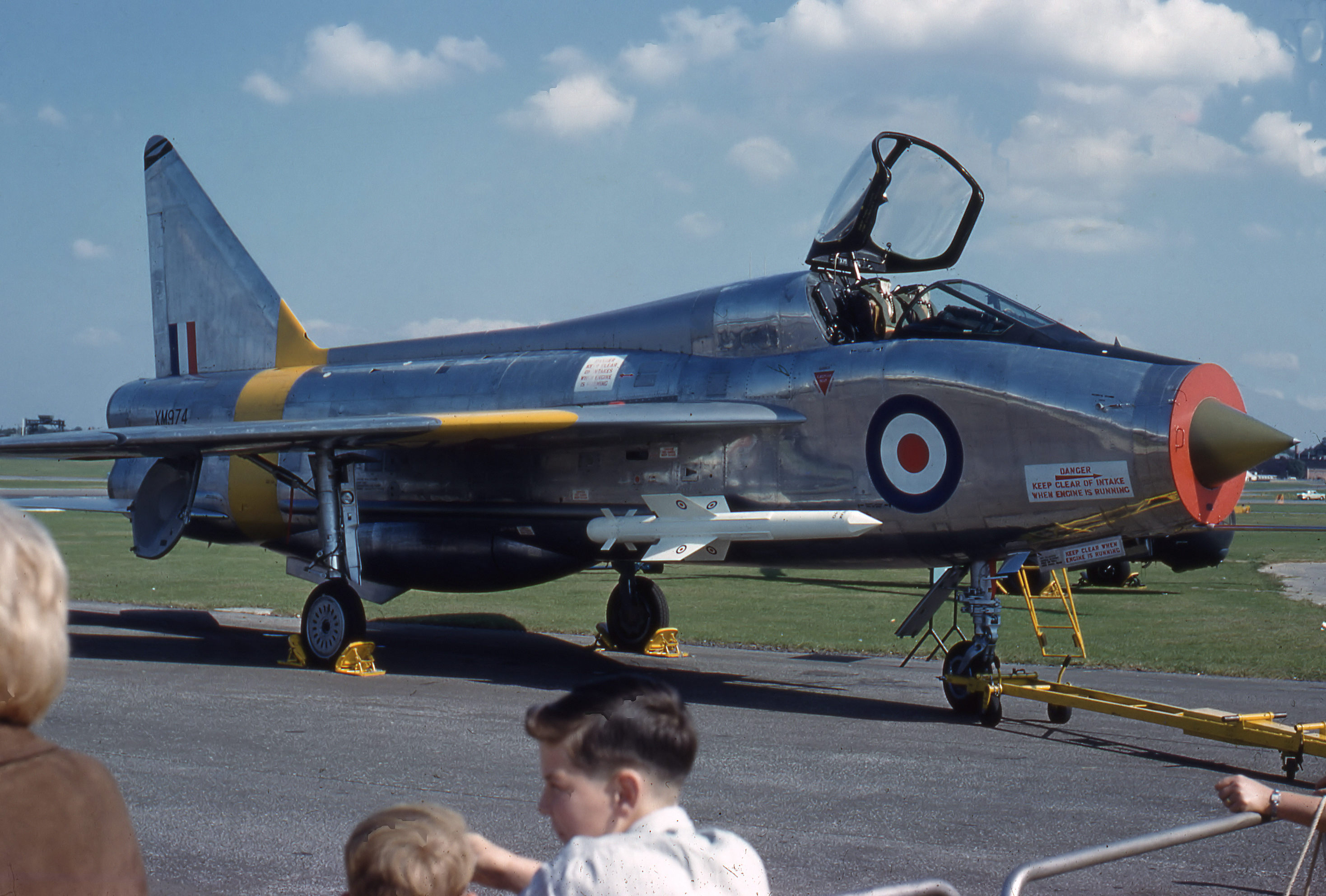
Lightning F.1A z pociskami Firestreak

Pierwszym wariantem seryjnym był Lightning F Mk.1 (w skrócie F.1), oblatany 29 października 1959. Zbudowano tylko 19 samolotów seryjnych tej wersji, lecz czasami zalicza się do niej także 20 przedseryjnych P.1B. Miały one silniki Avon 200R i wyposażone były w radar Ferranti AI.23 AIRPASS w stożku wlotowym. Wprowadzono na niej powiększony trójkątny statecznik pionowy. Zasadnicze uzbrojenie stanowiły dwa samonaprowadzające się pociski rakietowe powietrze-powietrze Firestreak podwieszane nietypowo na belkach po bokach kadłuba. Pociski te i radar umożliwiały tylko zwalczanie celów oddalających się. Samolot miał ponadto 2 stałe działka 30 mm ADEN w nosie kadłuba. Jako opcję zamiast pocisków kierowanych można było zamontować dwie wyrzutnie Microcell po 24 niekierowane pociski powietrze-powietrze kalibru 50 mm, wysuwane spod kadłuba, lecz były rzadko stosowane z uwagi na małą skuteczność. Ewentualnie zamiast nich można było zamontować dwa dodatkowe działka ADEN w konfiguracji do ataków na cele naziemne. Samoloty przenosiły z reguły w locie mały podkadłubowy konforemny zbiornik paliwa, który mógł być odrzucany.
Kolejną wersją był nieco ulepszony BAC Lightning F.1A, zbudowany w liczbie 28 sztuk w latach 1960-1961 (plus jeden płatowiec do testów). Pierwszy oblatano 16 sierpnia 1960. Wersja ta napędzana była ulepszonymi silnikami Avon 210R o tym samym ciągu, najistotniejszą zmianą było wprowadzenie na niej możliwości uzupełniania paliwa w powietrzu za pomocą demontowalnej sondy pod lewym skrzydłem. Ponadto, radiostację VHF zamieniono na UHF. Zewnętrzną różnicę z wersją F.1 stanowiły osłony kabli wzdłuż burt kadłuba.
W wersji F.2, oblatanej 11 lipca 1961, zbudowano 44 samoloty, dostarczane od 1962. Wprowadzono w niej drobne ulepszenia w awionice, napęd stanowiły silniki Avon 210R z ulepszonym ciągłym sterowaniem ciągiem dopalacza. Zewnętrzną różnicę stanowił mały wlot powietrza na grzbiecie kadłuba dla generatora elektrycznego. Pięć samolotów przebudowano na wersję eksportową F.52, a później 31 zmodyfikowano do wersji F.2A (o czym dalej).
W najliczniejszej wersji F.3 zastosowano ulepszony radar AI.23B, umożliwiający przechwycenie celu także na kursie zbliżeniowym, współpracujący z nowymi pociskami Red Top oraz silniki Avon 301R o większym ciągu 72,77 kN (7420 kg). Zmieniono kształt i zwiększono powierzchnię statecznika pionowego, ścinając go u góry i poszerzając. Usunięto działka 30 mm w związku z panującym wówczas przekonaniem o zbędności uzbrojenia strzeleckiego (ponadto, strzelanie z nich powodowało zadymianie przedniej szyby). Nieco zwiększono w tej wersji wewnętrzne zbiorniki paliwa, lecz zasięg spadł z uwagi na większe jego zużycie. Prototyp przebudowany z F.2 oblatano 16 czerwca 1962. Zbudowano 70 sztuk tej wersji w latach 1962-1965.

### Myśliwce o przedłużonym zasięgu

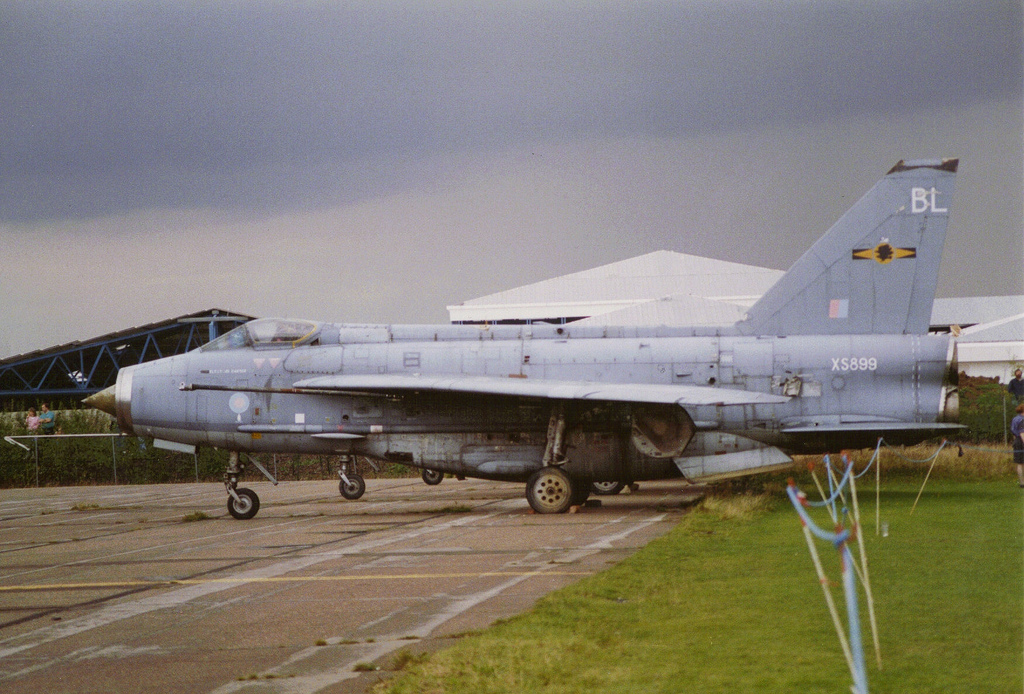
Lightning F.6

W kolejnych wersjach skupiono się na zwiększeniu zapasu paliwa w celu eliminacji głównej wady Lightninga – małego zasięgu i długotrwałości lotu. Prototyp ulepszonej wersji, przebudowany z samolotu wersji F.3 oblatano 17 kwietnia 1964. W wersji tej zastosowano nowe skrzydła o lepszej skuteczności aerodynamicznej przy mniejszych prędkościach, w których prosta krawędź natarcia została zastąpiona krawędzią o podwójnym skosie w okolicy końcówek. Najbardziej widoczną zmianą był znacznie powiększony zbiornik podkadłubowy pojemności maksymalnie 2727 l (600 galonów). Dzięki ukształtowaniu z uwzględnieniem reguły pól, zbiornik ten, chociaż nadawał samolotowi pękaty wygląd, stawiał nawet mniejszy opór, niż poprzedni mały zbiornik. Oprócz powiększonego podkadłubowego zbiornika paliwa, wprowadzono dwa dodatkowe zbiorniki po 1227 l mocowane nietypowo na pylonach nad skrzydłami (spowodowane było to niemożnością podwieszenia zbiorników w typowym miejscu pod skrzydłami z powodu chowania podwozia w skrzydła).
Ponieważ trwała produkcja samolotów F.3, najpierw w latach 1965-1966 zbudowano 16 samolotów przejściowej serii F.3A, w której zastosowano nowe skrzydła i podkadłubowy zbiornik paliwa. Pierwszy z nich oblatano 16 czerwca 1965. Oznaczane są także jako model "Interim F.6" (przejściowy F.6) i oprócz jednego, który się rozbił, wszystkie zmodyfikowano pod koniec lat 60. do wersji F.6.
Ostateczną wersją myśliwską była F.6, w której zastosowano dalsze ulepszenia, przede wszystkim zbiorniki nadskrzydłowe. Wersja ta otrzymała także hak do lądowania w celu skracania dobiegu. Od 1971 w przedniej sekcji podkadłubowego zbiornika paliwa montowano 2 działka 30 mm ADEN kosztem zmniejszenia zapasu paliwa. Zbudowano 39 samolotów wersji F.6 w latach 1965-1967 oraz przebudowano na nią 8 samolotów wersji F.3 i 15 F.3A.
31 samolotów wersji F.2 zmodyfikowano w drugiej połowie lat 60. do wersji F.2A, według standardu płatowca zbliżonego do F.6 – z większym podkadłubowym zbiornikiem paliwa, ściętym statecznikiem i nowymi skrzydłami oraz hakiem do lądowania. Silniki wymieniono na nieco nowsze Avon 211R, lecz o podobnym ciągu; radar, pociski Firestreak i 2 działka 30 mm w nosie pozostały te same. Uzbrojenie strzeleckie mogły stanowić 4 działka zamiast pocisków kierowanych. Z uwagi na mniejszą masę i zużycie paliwa, wariant ten miał największą długotrwałość lotu z Lightningów – 2 godziny.

### Wersje szkolno-bojowe
Oprócz wersji myśliwskich, produkowano samoloty szkolno-bojowe, różniące się przede wszystkim poszerzonym o 29 cm nosem kadłuba, z szerszą kabiną, z dwoma miejscami obok siebie i podwójną szybą przednią. Wersje te nie miały działek, lecz miały radar i mogły przenosić pociski rakietowe. Pierwszą był Lightning T.4, bazujący konstrukcyjnie na wersji F.1A. Jego prototyp oblatano 6 maja 1959, pod oznaczeniem fabrycznym P.11. Zbudowano 2 prototypy i 20 samolotów seryjnych. Kolejną wersją był T.5, bazujący na konstrukcji wersji F.3, oblatany 29 marca 1962 (dwa prototypy przebudowano z T.4). Zbudowano 22 samoloty wersji T.5, wizualną różnicę od T.4 stanowił ścięty statecznik. Obie wersje przenosiły mały podkadłubowy zbiornik paliwa.

### Wersje eksportowe
Zbudowano także dwie myśliwskie wersje eksportowe samolotu. Pierwszą z nich była F.52 dla Arabii Saudyjskiej, której pięć sztuk przebudowano z brytyjskich Lightningów F.2, z niewielkimi modyfikacjami.
Najbardziej zaawansowaną wersją Lightninga była F.53, oblatana 1 listopada 1966, bazująca na wersji F.6, lecz dostosowana także do ataków na cele naziemne. Wersja ta wyposażona została w dwa podskrzydłowe zewnętrzne węzły do podwieszania do 4 bomb 454 kg lub do 4 wyrzutni Matra 155 dla niekierowanych pocisków rakietowych SNEB (po 18 pocisków 68 mm). Na dwóch węzłach nadskrzydłowych także można było przenosić 4 wyrzutnie niekierowanych pocisków rakietowych Matra JL100, połączone ze zbiornikami paliwa 227 l w swojej tylnej części, a nawet bomby hamowane. W maksymalnej konfiguracji samolot mógł przenosić 144 pociski niekierowane 68 mm. Mógł także przenosić zamiast kierowanych pocisków rakietowych wyrzutnie 44 niekierowanych pocisków 50 mm Microcell wysuwane pod kadłubem lub moduł rozpoznawczy z 5 kamerami Vinten w kadłubie albo inny moduł do rozpoznania nocnego. Wersja ta miała zmodyfikowany radar AI.23C i silniki Avon 302C o ciągu 73,1 kN. Zbudowano 46 samolotów F.53 i jeden przebudowano z F.3.

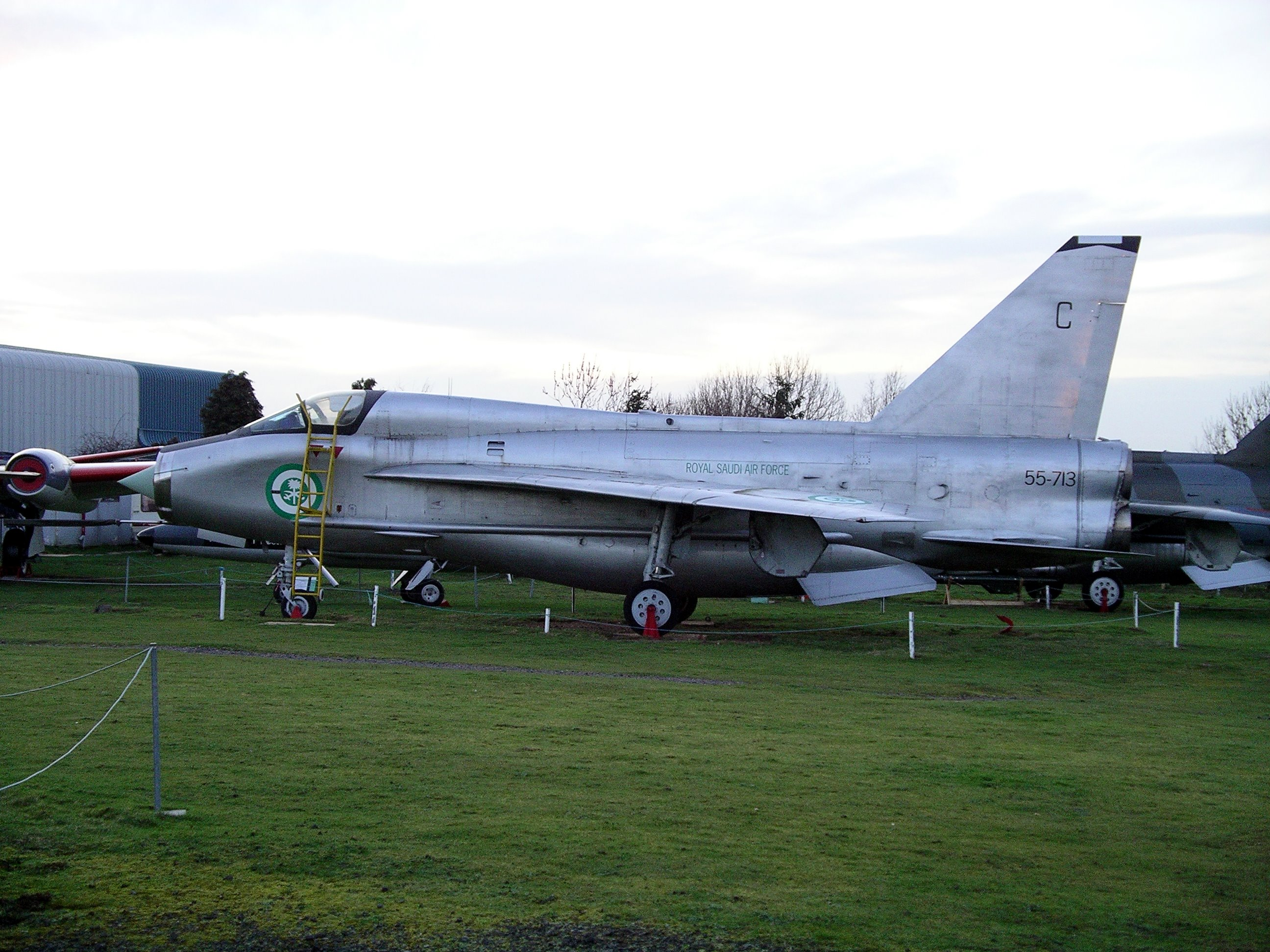
Lightning T.55 w barwach saudyjskich

Również samoloty szkolno-bojowe miały wersje eksportowe – pierwszą była T.54 (dwa samoloty przebudowane z T.4, dla Arabii Saudyjskiej). Najbardziej zaawansowaną wersją szkolno-bojową była T.55, bazująca na wersji F.6, z nowymi skrzydłami i dużym podkadłubowym zbiornikiem paliwa z opcjonalnymi działkami 30 mm (zbudowano 8 i jeden przebudowano z T.5).
Łącznie zbudowano 339 samolotów, łącznie z prototypami (287 myśliwców i 52 szkolno-bojowe). Produkcję zakończono w 1969.

## Użycie

### Wielka Brytania
Głównym użytkownikiem Lightningów były brytyjskie Królewskie Siły Powietrzne (Royal Air Force). Jako pierwsze, lotnictwo otrzymało w grudniu 1959 trzy przedprodukcyjne samoloty P.1B (numery XG334-336), dostarczone do dywizjonu doświadczalnego AFDS (Air Fighting Development Squadron) w bazie RAF Coltishall w Norfolk. 5 marca 1960 utracono pierwszy samolot, na skutek awarii systemu hydraulicznego. Od 14 maja 1960 wchodziły do służby w AFDS samoloty seryjne wersji F.1 i już w tym miesiącu 6 wzięło udział w ćwiczeniach obrony powietrznej Yeoman. Od 29 czerwca 1960 samoloty te zaczęły wchodzić na uzbrojenie pierwszego dywizjonu operacyjnego – 74. Dywizjonu RAF, który uzyskał status operacyjny na początku 1961 roku (zastąpiły tam Huntery). Od listopada 1962 weszły do służby samoloty wersji F.2, najpierw w 19. Dywizjonie, a od początku 1964 zaczęły wchodzić samoloty F.3. Wersje szkolno-bojowe zaczęły wchodzić na uzbrojenie od 1962, używane głównie do przeszkalania z innych typów samolotów.
Początkowo używane były jako myśliwce przechwytujące obrony punktowej, z uwagi na mały zasięg, chroniąc m.in. bazy bombowców serii V. Dopiero wprowadzenie tankowania w locie od wersji F.1A umożliwiło patrole nad Morzem Północnym (jako tankowców używano bombowców Vickers Valiant i Handley Page Victor, przejściowo amerykańskich Boeing KC-135). Spotykały się tam z radzieckimi samolotami patrolowymi (spotkania te były na ogół przyjazne, z załogami machającymi do siebie nawzajem).
W latach 60. i 70. Lightningi stanowiły podstawę brytyjskiego lotnictwa przechwytującego. Szczyt zastosowania Lightningów miał miejsce w latach 1969-1972, kiedy stanowiły uzbrojenie 8 dywizjonów. Większość stacjonowała w Wielkiej Brytanii, część z nich za granicą: dwa dywizjony w RFN w latach 1965-1977, po jednym dywizjonie na Cyprze w latach 1967-1975 i w Singapurze w latach 1967-1971. Pod koniec służby, w latach 80. Lightningi zgrupowane były w bazie RAF Binbrook w Lincolnshire, dopiero wtedy część otrzymała kamuflaż (wcześniej lightningi brytyjskie latały w naturalnym kolorze aluminium, jedynie od 1972 w Niemczech w częściowym kamuflażu).
Lightningi z uwagi na charakterystyki rozpędzania były bardzo widowiskowe i latały na nich dwa brytyjskie zespoły akrobacyjne RAF-u, "The Tigers" z 74. Dywizjonu i bardziej znany "Firebirds" z 56. Dywizjonu. 12 lightningów zaprezentowano w locie na Paryskim Salonie Lotniczym w 1966. Jedyne użycie "bojowe" brytyjskiego Lightninga to zestrzelenie brytyjskiego Harriera, który leciał niesterowny po katapultowaniu się z niego pilota na skutek awarii.
Od końca lat 70. uzbrojenie i wyposażenie elektroniczne Lightningów było już przestarzałe. Nie przeszły one większych modernizacji, mimo projektów użycia pocisków AIM-9L Sidewinder. Wcześniejsze wersje zaczęto wycofywać ze służby bojowej w połowie lat 70., najstarszą wersję F.1 już w 1965. W 1987 miał miejsce ostatni lot operacyjny Lightningów, a 30 kwietnia 1988 wycofano ostatni z nich ze służby liniowej.
Z racji dużej liczby samolotów zdolnych do lotu, część z nich trafiła po wycofaniu z wojska do użytkowników cywilnych na świecie, m.in. w USA i RPA, aczkolwiek w Wielkiej Brytanii nie są już dopuszczone do lotu. Liczne samoloty są zachowane w kolekcjach, muzeach lub jako pomniki.
Łącznie 84 brytyjskie samoloty utracono w wypadkach, spowodowanych m.in. awariami silników  (2 P.1B, 3 F.1, 11 F.1A, 5 F.2/2A, 24 F.3, 28 F.6, 7 T.4, 4 T.5). Pierwszy samolot w służbie brytyjskiej utracono 5 marca 1960 (przedseryjny P.1B).
Lightning legitymował się wyjątkowo dobrymi osiągami z uwagi na mocny zespół napędowy. Mógł osiągać prędkość dźwięku bez użycia dopalacza. Jego prędkość i wznoszenie przewyższały większość myśliwców swojego czasu i nowszych, a nawet część współczesnych. Prędkość wznoszenia lightninga sięgała 15 km/min, a kolejnego brytyjskiego myśliwca przechwytującego, Tornado F3, 13 km/min. Pułap publicznie określano na 18 000 m, lecz niewątpliwie był on znacznie wyższy. Według relacji, w 1984 na ćwiczeniach NATO pilot Mike Hale osiągnął na Lightningu F.3 pułap 26 800 m i przechwycił wysokościowy samolot rozpoznawczy Lockheed U-2 na wysokości 20 116 m, a w kwietniu 1985 podczas ćwiczeń jako jedyny typ samolotu prześcignął samolot Concorde lecący z prędkością 2,2 macha.
Mimo świetnych osiągów, Lightning miał także niedostatki, z których największym był ograniczony zasięg i długotrwałość lotu. Ponadto, liczba przenoszonych przez niego pocisków powietrze-powietrze – dwa, będących jego głównym uzbrojeniem, była mała. Brytyjskie lotnictwo przechwytujące już pod koniec lat 60. uzupełniło Lightningi amerykańskimi myśliwcami F-4 Phantom, przenoszącymi aż 8 pocisków i to o większych możliwościach. Do wad należała ponadto ciasna kabina oraz wyjątkowo utrudniona obsługa naziemna – trudny dostęp do elementów ciasno upakowanych w kadłubie (przykładowo, wymiana obu silników rzadko zajmowała krócej, niż tydzień).

### Eksport
Największym zagranicznym użytkownikiem była Arabia Saudyjska, która od 1967 zakupiła 5 samolotów myśliwskich wersji F.52 i 35 wielozadaniowych F.53 oraz 2 szkolno-bojowe T.54 i 7 T.55. Samolotów tych użyto m.in. w konfliktach granicznych z Jemenem Południowym w 1969-1970 do skutecznych ataków na cele naziemne. Jeden został przy tym zestrzelony. Zostały wycofane w 1986, pozostające 22 wówczas sprzedano z powrotem do Wielkiej Brytanii za samoloty Panavia Tornado.
Kuwejt zakupił 12 samolotów myśliwskich wersji T.53K i 2 szkolno-bojowe T.55K w 1968. Były one mało intensywnie używane z powodu trudności w zapewnieniu właściwej obsługi i w 1977 je wycofano.

## Opis konstrukcji

Lightning F.6

Jednomiejscowy średniopłat o konstrukcji całkowicie metalowej, w układzie klasycznym płatowca. Kadłub o przekroju owalnym. Z przodu kadłub wlot powietrza do silników z centralnym regulowanym stożkiem. Kabina pilota ciśnieniowa, w przedniej części kadłuba, zakryta oszkloną osłoną, składającą się ze stałego wiatrochronu z płaską przednią szybą pancerną i otwieranej do tyłu do góry wypukłej osłony nad pilotem. Kabina wyposażona w fotel wyrzucany Martin-Baker BS.4 (minimalna wysokość 0 m, minimalna prędkość 167 km/h). W wersjach szkolno-bojowych – dwa fotele wyrzucane. Dwa silniki odrzutowe w środkowej i tylnej części kadłuba, jeden nad drugim, dolny silnik przesunięty do przodu względem górnego. W tylnej części kadłuba hamulce aerodynamiczne w formie 2 odchylanych klap. W stożku wlotowym stacja radiolokacyjna Ferranti AI.23 AIRPASS (Airborne Interceptor Radar Pilot Attack System). Rurka Pitota w dolnej części wlotu powietrza.
Skrzydła skośne o skosie krawędzi natarcia 60°, krawędzi spływu 52° i wznosie ujemnym 3°. Usterzenie klasyczne, skośne, stery wysokości płytowe. Podwozie samolotu trójkołowe, z pojedynczymi kołami, przednie chowane do kadłuba w kierunku do przodu, główne chowane do skrzydeł w kierunku na zewnątrz. W ogonie spadochron hamujący.
Napęd: 2 silniki turboodrzutowe ze sprężarką osiową i dopalaczem Rolls-Royce Avon, różnych serii. F.3, F.6: Avon 301R – ciąg 58,86 kN (72,77 kN z dopalaniem)
Paliwo w  zbiornikach integralnych w przykadłubowych częściach skrzydeł oraz doczepianym konforemnym podkadłubowym zbiorniku paliwa. Od wersji F.3A stosowano powiększony zbiornik podkadłubowy, od wersji F.6 zwiększono pojemność wewnętrznych zbiorników do 3296 l i wprowadzono możliwość przenoszenia dwóch zbiorników po 1227 l nad skrzydłami.
Uzbrojenie: stałe: 2 działka 30 mm ADEN w górnej części nosa kadłuba (po 130 nabojów) w wersjach F.1 do F.2, w pozostałych brak. Możliwość instalacji dwóch działek 30 mm ADEN w zbiorniku podkadłubowym (wersje F.6, F.53, T.55).
Podwieszane: 2 belki po bokach przedniej części kadłuba do podwieszenia 2 pocisków powietrze-powietrze bliskiego zasięgu Firestreak, od wersji F.3 – Red Top. Wersja F.53 miała dodatkowo dwie belki do podwieszania uzbrojenia powietrze-ziemia pod skrzydłami i dwie nad skrzydłami (opis w tekście).

## Dane lotno-taktyczne(Lightning F.6)
- wymiary:
  - długość: 14,53 m (bez rurki Pitota)
  - rozpiętość: 10,61 m
  - wysokość: 5,97 m
  - powierzchnia nośna: 44,08 m²
- masy:
  - masa własna: 14 061 kg
  - masa normalna startowa: 18 117 kg
  - masa maksymalna startowa: 20 412 kg
- prędkość maksymalna: 2415 km/h (2,27 Ma)
- prędkość przelotowa: 958 km/h
- prędkość wznoszenia: ? m/s
- pułap praktyczny: 18 000 m
- zasięg: 1287 km (ze zbiornikiem podkadłubowym)